# Scottish Second Division 2009/10
Die Scottish Football League Second Division wurde 2009/10 zum 35. Mal nach Einführung der Premier League als dritthöchste schottische Liga ausgetragen. Zudem war es die fünfunddreißigste Austragung als dritthöchste Fußball-Spielklasse der Herren in Schottland unter dem Namen Second Division. In der Saison 2009/10 traten 10 Vereine in insgesamt 36 Spieltagen gegeneinander an. Jedes Team spielte jeweils viermal gegen jedes andere Team. Bei Punktgleichheit zählte die Tordifferenz.
Die Meisterschaft gewann Stirling Albion, das sich damit gleichzeitig die Teilnahme an der First Division-Saison 2010/11 sicherte. An den Aufstieg-Play-offs nahmen Alloa Athletic, der FC Cowdenbeath und Brechin City teil. Der Drittplatzierte aus Cowdenbeath konnte sich in dieser erfolgreich durchsetzen und neben Albion aufsteigen. In der Relegation um den Verbleib in der Second Division kämpfte vergeblich der FC Arbroath. Absteigen in die Third Division musste zudem der FC Clyde. Torschützenkönig mit 21 Treffern wurde Rory McAllister von Brechin City.

## Statistiken

### Abschlusstabelle
| Pl. | Verein               | Sp. | S  | U  | N  | Tore    | Diff. | Punkte |
| --- | -------------------- | --- | -- | -- | -- | ------- | ----- | ------ |
| 1.  | Stirling Albion      | 36  | 18 | 11 | 7  | 068:480 | +20   | 65     |
| 2.  | Alloa Athletic       | 36  | 19 | 8  | 9  | 049:350 | +14   | 65     |
| 3.  | FC Cowdenbeath (N)   | 36  | 16 | 11 | 9  | 060:410 | +19   | 59     |
| 4.  | Brechin City         | 36  | 15 | 9  | 12 | 050:450 | +5    | 54     |
| 5.  | FC Peterhead         | 36  | 15 | 6  | 15 | 045:490 | −4    | 51     |
| 6.  | FC Dumbarton (N)     | 36  | 14 | 6  | 16 | 049:580 | −9    | 48     |
| 7.  | FC East Fife         | 36  | 10 | 11 | 15 | 046:530 | −7    | 41     |
| 8.  | FC Stenhousemuir (N) | 36  | 9  | 13 | 14 | 038:420 | −4    | 40     |
| 9.  | FC Arbroath          | 36  | 10 | 10 | 16 | 041:550 | −14   | 40     |
| 10. | FC Clyde (A)         | 36  | 8  | 7  | 21 | 037:570 | −20   | 31     |

Platzierungskriterien: 1. Punkte – 2. Tordifferenz – 3. geschossene Tore – 4. Direkter Vergleich (Punkte, Tordifferenz, geschossene Tore)
| Saison 2009/10 |

| Zum Saisonende 2008/09 |                                   |
| (A)                    | Absteiger aus der First Division  |
| (N)                    | Aufsteiger aus der Third Division |

## Relegation
Teilnehmer an den Relegationsspielen waren der FC Arbroath aus der diesjährigen Second Division, sowie die drei Mannschaften aus der Third Division, Forfar Athletic, FC East Stirlingshire und FC Queen’s Park. Die Sieger der ersten Runde spielten in der letzten Runde um einen Platz für die folgende Scottish Second Division-Saison 2010/11.
Erste Runde
Die Hinspiele wurden am 5. Mai 2010 ausgetragen. Die Rückspiele am 8. Mai 2010.
|                       | Gesamt |                 | Hinspiel | Rückspiel |
| --------------------- | ------ | --------------- | -------- | --------- |
| FC Queen’s Park       | 2:6    | FC Arbroath     | 0:4      | 2:2       |
| FC East Stirlingshire | 2:3    | Forfar Athletic | 0:1      | 2:2       |

Zweite Runde
Das Hinspiel wurde am 12. Mai 2010 ausgetragen. Das Rückspiel am 16. Mai 2010.
|             | Gesamt |                 | Hinspiel | Rückspiel |
| ----------- | ------ | --------------- | -------- | --------- |
| FC Arbroath | 0:2    | Forfar Athletic | 0:0      | 0:2       |